# Ascenseur Bailong
L'ascenseur Bailong (en chinois simplifié : 百龙), qui signifie "Cent dragons" en chinois, est un imposant ascenseur construit sur le flanc d'une falaise dans le Wulingyuan à Zhangjiajie, en Chine.
D'une hauteur de 326 mètres, cette attraction touristique est considérée comme l'ascenseur extérieur le plus grand du monde.
La construction de l'ascenseur, controversée sur ses effets sur l'environnement dans une zone classée au patrimoine mondial, a commencé en octobre 1999 et il a été ouvert au public en 2002.